# Uenglingen
Uenglingen là một đô thị thuộc huyện Stendal, bang Sachsen-Anhalt, Đức. Đô thị Uenglingen có diện tích 11,38 km², dân số thời điểm ngày 31 tháng 12 năm 2006 là 1020 người.